# لويس خافيير لوكين
لويس خافيير لوكين (بالإسبانية: Javier Lukin)‏ ولد بتاريخ 5 أغسطس 1963 في إسبانيا، هو دراج إسباني سابق.

## روابط خارجية
- لويس خافيير لوكين على موقع أرشيف الدراجات (الإنجليزية)
- لويس خافيير لوكين على موقع إحصائيات الدراجات الإحترافية (الإنجليزية)
- لويس خافيير لوكين على موقع CycleBase (الإنجليزية)